# Lena Fridén
Lena Maria Fridén (Gotemburgo, 1 de febrero de 1962) es una exjugadora de squash sueca.

## Carrera profesional
Lena Fridén fue una jugadora de squash especialmente activa en la década de 1980. Participó en los Campeonatos del Mundo con el equipo nacional sueco en 1983, 1985 y 1987. En 1987, también estuvo en el cuadro principal de los Campeonatos del Mundo en individuales, pero no pasó de la ronda inicial. Fridén ganó los campeonatos nacionales suecos de 1983, 1984 y 1986.
Es ayudante de laboratorio.

## Logros
- Campeona de Suecia: 3 títulos (1983, 1984, 1986)[3]